# Stormzy
Майкл Ебеназер Кваджо Омарі Овуо (молодший) (англ. Michael Ebenazer Kwadjo Omari Owuo Jr.; нар. 26 липня 1993, Лондон, Велика Британія) — англійській репер, відоміший за псевдонімом Stormzy. 
Вигравав дві нагороди MOBO Awards за найкращого виконавця у стилі грайм 2014 і 2015 року. Його дебютний альбом Gang Signs & Prayer вийшов 24 лютого 2017 року та став першим грайм-альбомом, який досягнув першої сходинки в чарті UK Albums Chart. 2019 року його пісня «Vossi Bop» очолила хіт-парад синглів Великої Британії, а сам артист став хедайнером фестивалю Гластонбері. 13 грудня 2019 року вийшов його другий студійний альбом Heavy Is the Head.

## Ранні роки

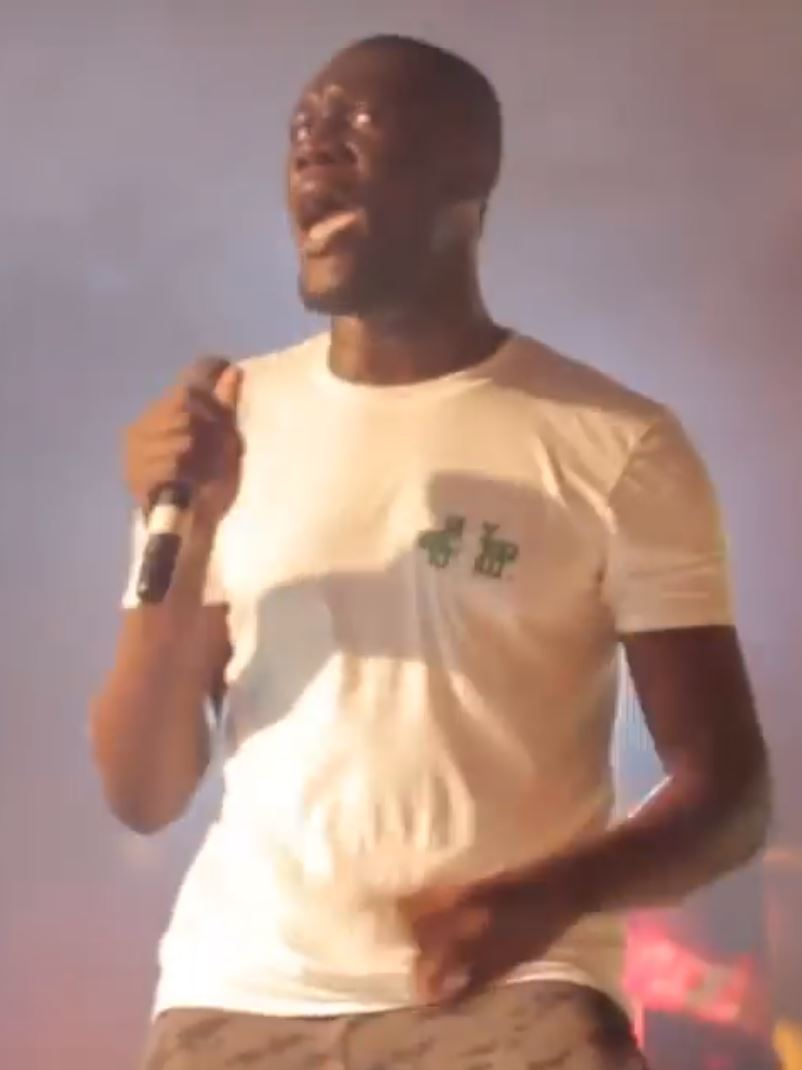
Stormzy на виступі у Нігерії, 2015

Народився у південному Лондоні та виріс у сім'ї ганійського походження, яка складалася з чотирьох дітей; мав ще брата та двох сестер. Репом почав захоплюватися ще в школі в 11 років. Після закінчення школи вчився на виробництві у майстра, два роки працював у сфері тестування, а також на нафтопереробному заводі у Саутгемптоні.

## Музична кар'єра

### 2014–15:Dreamers Diseaseта «Shut Up»
Після того як він привернув увагу до себе записом фрістайлів на популярні грайм треки, у липні 2014 року Stormzy випустив свій дебютний міні-альбом Dreamers Disease. 22 жовтня 2014 року виграв свою першу нагороду за найкращого виконавця у стилі грайм від MOBO Awards. 
У листопаді 2014 року спільно з репером Chip та Shalo записав трек «I'm Fine».
У березні 2015 року випустив сингл «Know Me From», який увійшов до чарту UK Singles Chart на 49 місці. У вересні 2015 року записав фрістайл «WickedSkengMan 4» разом з піснею «Shut Up», яка стартувала з 18 місця у хіт-параді UK Singles Chart та дійшла до 8 сходинки 18 грудня.

### 2016– дотепер:Gang Signs & PrayerіHeavy Is the Head
У квітні 2016 року Stormzy випустив пісню «Scary» та зробив музичну перерву терміном на один рік.
У лютому 2017 року він повернувся, щоб видати альбом Gang Signs & Prayer. Платівка одразу ж завоювала третє місце в хіт-параді UK Albums Chart. У грудні 2017 року отримав нагороду Brit Awards за Артиста року.
2019 року виступив хедлайнером фестивалю Гластонбері. Тоді ж його сингл «Vossi Bop» очолив UK Singles Chart. Він також випустив сингли «Crown», «Sounds of the Skeng» та «Wiley Flow», перед тим як 13 грудня 2019 року видати свій другий студійний альбом Heavy Is the Head.

## Стиль
Stormzy описує себе як «дитя грайму», на яке найбільший вплив здійснили Wiley та Skepta. Він також називає Френка Оушена та Лорін Гілл, як артистів, від яких черпає натхнення.

## Дискографія

### Альбоми
- Gang Signs & Prayer (2017)
- Heavy Is the Head (2019)
- This Is What I Mean (2022)

### Міні-альбоми
- Not That Deep (2014)
- Dreamers Disease (2014)

### Сингли
- «Know Me From» (2015)
- «WickedSkengMan 4» (2015)
- «Scary» (2016)
- «Big for Your Boots» (2017)
- «Cold» (2017)
- «Cigarettes & Cush» (featuring Kehlani) (2017)
- «Blinded by Your Grace, Pt. 2» (featuring MNEK) (2017)
- «Vossi Bop» (2019)
- «Crown» (2019)
- «Sounds of the Skeng» (2019)
- «Wiley Flow» (2019)
- «Own It» (featuring Ed Sheeran and Burna Boy) (2019)
- «Audacity» (featuring Headie One) (2019)
- «Disappointed» (2020)
- «Still Disappointed» (2020)
- «Flavour» (with Loski) (2020)

## Нагороди та номінації

### BBC Music Awards
| Рік  | Номіновано          | Нагорода    | Результат | Примітки |
| ---- | ------------------- | ----------- | --------- | -------- |
| 2017 | Stormzy             | Артист року | Перемога  | [ 15 ]   |
| 2017 | Gang Signs & Prayer | Альбом року | Номінація | [ 15 ]   |

### BET Awards
| Рік  | Номіновано | Нагорода                                          | Результат | Примітки |
| ---- | ---------- | ------------------------------------------------- | --------- | -------- |
| 2015 | Stormzy    | Найкращий міжнародний виконавець: Велика Британія | Перемога  | [ 16 ]   |
| 2016 | Stormzy    | Найкращий міжнародний виконавець: Велика Британія | Номінація | [ 17 ]   |
| 2017 | Stormzy    | Найкращий міжнародний виконавець: Європа          | Перемога  | [ 18 ]   |

### Brit Awards
| Рік  | Номіновано          | Нагорода                | Результат | Примітки |
| ---- | ------------------- | ----------------------- | --------- | -------- |
| 2017 | Stormzy             | Британський прорив року | Номінація | [ 19 ]   |
| 2018 | Stormzy             | Британський соло артист | Перемога  | [ 20 ]   |
| 2018 | Gang Signs & Prayer | Британський альбом року | Перемога  | [ 20 ]   |

### MOBO Awards
| Рік  | Номіновано           | Нагорода             | Результат | Примітки |
| ---- | -------------------- | -------------------- | --------- | -------- |
| 2014 | Stormzy              | Найкращий грайм      | Перемога  | [ 21 ]   |
| 2015 | Stormzy              | Найкращий грайм      | Перемога  | [ 22 ]   |
| 2015 | Stormzy              | Найкращий виконавець | Перемога  | [ 22 ]   |
| 2015 | «Know Me From»       | Найкращий відеокліп  | Номінація | [ 22 ]   |
| 2016 | Stormzy              | Найкращий виконавець | Номінація | [ 23 ]   |
| 2016 | Stormzy              | Найкращий грайм      | Номінація | [ 23 ]   |
| 2017 | Stormzy              | Найкращий грайм      | Перемога  | [ 24 ]   |
| 2017 | Stormzy              | Найкращий виконавець | Перемога  | [ 24 ]   |
| 2017 | Gang Signs & Prayer  | Найкращий альбом     | Перемога  | [ 24 ]   |
| 2017 | «Big For Your Boots» | Найкращий відеокліп  | Номінація | [ 24 ]   |
| 2017 | «Big For Your Boots» | Найкраща пісня       | Номінація | [ 24 ]   |

### MTV Europe Music Awards
| Рік  | Номіновано | Нагорода                                          | Результат | Примітки |
| ---- | ---------- | ------------------------------------------------- | --------- | -------- |
| 2017 | Stormzy    | Найкращий виконавець Великої Британії та Ірландії | Номінація | [ 25 ]   |
| 2017 | Stormzy    | Найкращий світовий виконавець                     | Перемога  | [ 26 ]   |